# Yves-Matthieu Dafreville
Yves-Matthieu Dafreville (ur. 17 marca 1982) – francuski judoka. Olimpijczyk z Pekinu 2008, gdzie zajął piąte miejsce w wadze średniej.
Uczestnik mistrzostw świata w 2007 i 2011. Startował w Pucharze Świata w latach 2002–2004, 2007, 2011 i 2012. Zajął siódme miejsce na mistrzostwach Europy w 2008; a także zdobył trzy medale w zawodach drużynowych. Wygrał igrzyska frankofońskie w 2005, a także akademickie MŚ w 2006 roku.

## Letnie Igrzyska Olimpijskie 2008
| Konkurencja | Eliminacje             | Eliminacje             | Eliminacje             | Finały                    | Finały                | Klas. końcowa |
| Konkurencja | Przeciwnik I           | Przeciwnik II          | 1/4                    | 1/2                       | o 3 miejsce           | Miejsce       |
| ----------- | ---------------------- | ---------------------- | ---------------------- | ------------------------- | --------------------- | ------------- |
| 90 kg       | Asley González (CUB) Z | Roberto Meloni (ITA) Z | Eduardo Santos (BRA) Z | Ammar Bin Jachlif (ALG) P | Hiszam Misbah (EGY) P | 5.            |